# Дибровки (Львовский район)
Дибровки (укр. Дібрівки) — село в Оброшинской сельской общине Львовского района Львовской области Украины.
Население по переписи 2001 года составляло 233 человека. Занимает площадь 0,69 км². Почтовый индекс — 81115. Телефонный код — 3230.